# Isaac ibn Barun
Pour les articles homonymes, voir Barun.
Isaac ibn Barun (en hébreu : יצחק בן ברון בן יוסף אבן בנבנשת' Itzhak ben Baroun ben Yossef ibn Benveniste ; en arabe : أبو إبراهيم إسحاق بن بارون) est un grammairien hébraïque andalou du XIIe siècle, auteur d'un ouvrage sur la philologie sémitique comparée, considéré comme le plus important ouvrage en la matière jusqu'à nos jours.

## Éléments biographiques
Isaac ibn Barun a vécu aux XIe et XIIe siècles, probablement à Barcelone. Il était l'élève de Levi ibn al-Tabban de Saragosse, l'auteur du Mafteaḥ, et un contemporain de Juda Halevi et de Moïse ibn Ezra, qui lui ont dédicacé plusieurs de leurs poèmes. Ibn Ezra a également composé une élégie à sa mort.

## Œuvre
L'œuvre majeure d'Ibn Barun est le Kitāb al-Muwāzana bayn al-Lugha al-'Ibrāniyya wa al-Lugha al-ʿArabiyya (Le Livre de Comparaison entre la Langue Hébraïque et la Langue Arabe), un livre de philologie sémitique comparée rédigé en 1080 et 1128. Contrairement à Juda ibn Quraysh et Dounash ibn Tamim, Ibn Barun relève des similitudes non seulement dans le lexique mais aussi dans la grammaire de l'hébreu et de l'arabe, qu'il a remarquées du fait de sa connaissance profonde et étendue de la littérature arabe.
Le Kitab al-Muwazanah est divisé en deux parties, grammaticale et lexicographique. 
Ibn Barun cite fréquemment le Coran, le Mu'allaḳat, le Kitab al-'Ain of Khalil, et d'autres travaux standards de la littérature arabe. Ses sources hébraïques sont Saadia Gaon, Hai Gaon, Dounash ibn Tamim, Juda ben David Ḥayyuj (dont il critique fréquemment les théories), Yona ibn Jannaḥ, Samuel HaNaggid, Salomon ibn Gabirol, Isaac ibn Yashush, Juda ibn Balaam, et Moshe ibn Gikatilla. 
Selon Moshe ibn Ezra, Ibn Barun avait aussi comparé l'hébreu au latin et au berbère, et juge son dictionnaire bien supérieur à celui de Dounash ibn Tamim. Néanmoins, le travail d'Ibn Barun ne semble pas avoir rencontré d'écho parmi ses contemporains, Moshe ibn Ezra étant le seul à citer le nom du Kitab al-Muwazanah dans son traité de poésie et de rhétorique hébraïques. En revanche, plusieurs de ses comparaisons seront reprises (sans qu'il en soit crédité) par Joseph Ḳimḥi, Abraham ben Salomon du Yémen dans son œuvre sur les Livres prophétiques et un commentateur du Guide des Égarés du XVe siècle.
Des fragments comprenant environ deux tiers du livre, et plus de 600 entrées, ont été découverts par Pawel Kokowzow dans la bibliothèque de St-Petersbourg, et publiés avec une introduction, une traduction et des notes en russe (St. Petersbourg, 1894). Kokowzow en a également réalisé une édition critique en 1916. Aharon Maman a découvert un nouveau fragment de cette œuvre dans la gueniza du Caire (entrepôt de textes juifs périmés dans la synagogue Ben Ezra du Caire). D. Becker a recensé les sources arabes utilisées par Ibn Barun dans la partie arabe de son livre et prépare une édition critique de l'ensemble du texte.